# Steinerner Steg

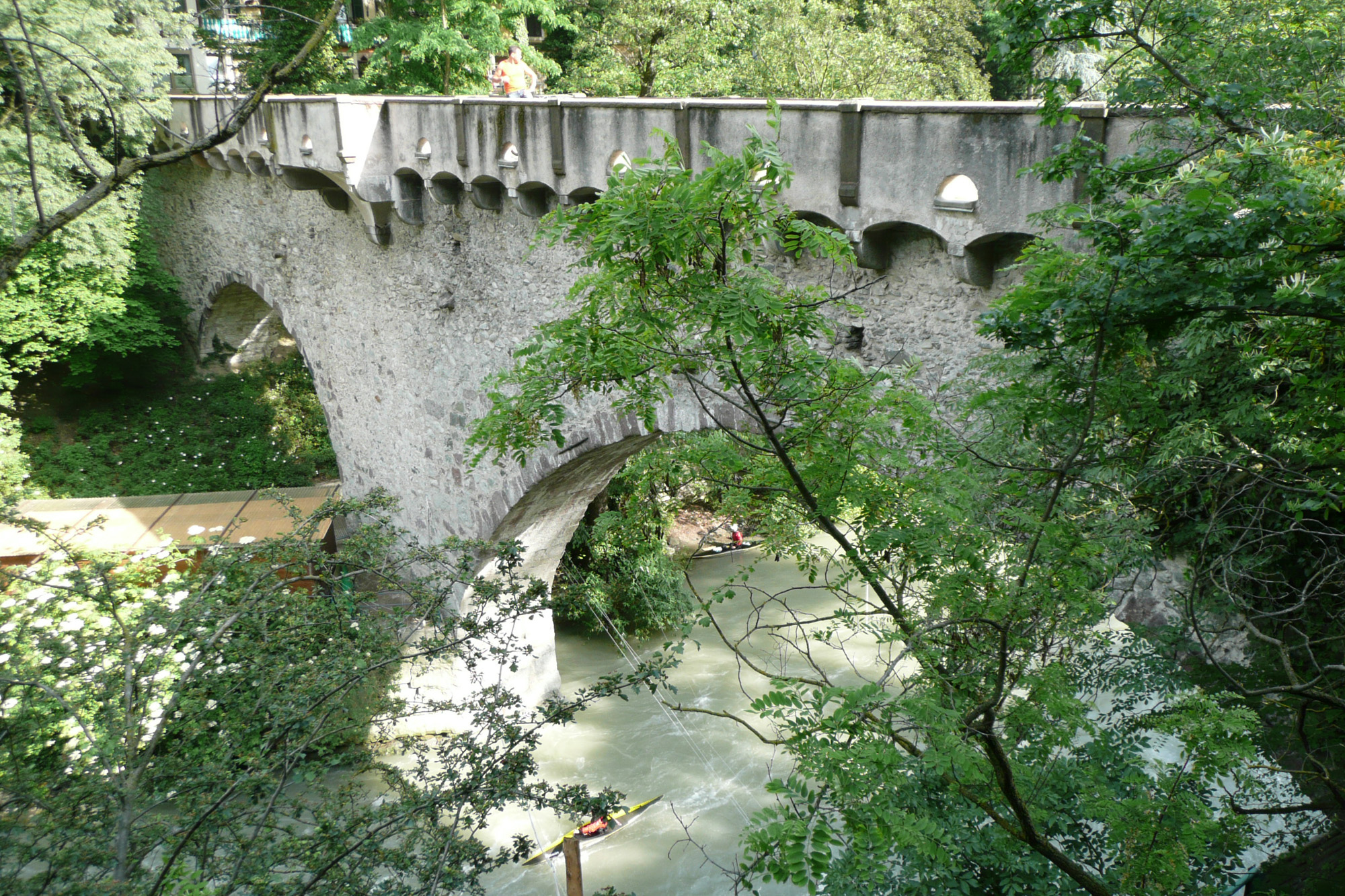
Der Steinerne Steg

Der Steinerne Steg ist eine alte Brücke über die Passer in Meran im Burggrafenamt (Südtirol). Die zweibögige Brücke wurde 1616–17 anstelle einer älteren Holzbrücke vom Brixner Architekten Andrä Tanner errichtet; sie ist heute für den Autoverkehr gesperrt. Die bisweilen zu findende Annahme, die italienische Bezeichnung Ponte Romano weise auf einen römischen Vorgängerbau hin, entspricht nicht den historischen Tatsachen: Die Bezeichnung wurde 1935 von den faschistischen Autoritäten im Zuge ihrer Italianisierungskampagne in Südtirol frei erfunden. Im Meraner Adressbuch von 1929 wird noch Ponte di Pietra als Bezeichnung aufgeführt. Die Brücke ist ein Baudenkmal (Nummer 16054) in Südtirol.